# Групування експериментів
Групування експериментів
У статистичній теорії планування експериментів, групування експериментів — це об'єднання експериментальних одиниць на групи (блоки), які схожі один на одного.

## Приклад
Наприклад, експеримент призначений для випробування нового препарату на пацієнтах. Є два рівня лікування, ліки і плацебо, хворим чоловічої та жіночої статі прописують ліки у сліпому дослідженні. Стать пацієнта є блокувальним фактором мінливості лікування між чоловіками і жінками. Це зменшує джерела мінливості і, отже, призводить до більшої точності.

## Використання
Зниження відомої мінливості є саме те, що робить групування експериментів. Його принцип полягає в тому, що мінливість, яка не може бути подолана (необхідність двох партії сировини для виробництва 1 контейнера хімічної речовини) замінена або називається інакше a(n) (вище / вищого порядку) взаємодією, щоб усунути його вплив на кінцевий продукт. Взаємодії високого порядку, як правило, найменшого значення (думати про те, що температура в реакторі або партії сировини є більш важливою, ніж комбінація двох — це особливо вірно, коли більше (3, 4, …) фактори присутні), таким чином, краще, замінити цю мінливість на мінливість з більш високою взаємодією.
Припустимо, що процес винайдений, щоб зробити підошви взуття довшого використання, і план формується для проведення польового випробування. Дана група n-добровольців, одна з можливих конструкцій даватиме n/2 з них взуття з новими підошвами і n/2 з них взуття зі звичайними підошвами, рандомізацією призначено два види підошв. Цей тип експерименту має повністю рандомізований дизайн. Груп потім попросили використовувати своє взуття протягом певного періоду часу, а потім виміряти ступінь зносу підошви. Це працездатна експериментальна конструкція, але чисто з точки зору статистичної точності (ігноруючи будь-які інші фактори), краща конструкція повинна була б дати кожній людині одну єдину і одну нову підошву, рандомізовані два типи лівий і правий черевик кожного добровольця. Така конструкція називається рандомізацією повної групи експериментів. Така конструкція буде більш чутливим, ніж перший, так як кожна людина виступає як її власне управління і, таким чином, контрольна група тісніше узгоджена з групою лікування.

## Теоретичні основи
Теоретичні основи групування експериментів — наступний математичний результат. З урахуванням випадкових величин X і Y
{\displaystyle \operatorname {Var} (X-Y)=\operatorname {Var} (X)+\operatorname {Var} (Y)-2\operatorname {Cov} (X,Y).}
Різниця між лікуванням та контролем, таким чином, може дати мінімальну дисперсію (тобто максимальну точність), максимізуючи коваріацію (або кореляцію) між X і Y.